# Region Skopje
Die Region Skopje (mazedonisch Скопски Регион Skopski Region; albanisch Rajoni i Shkupit) ist eine der acht statistischen Regionen der Republik Nordmazedonien.
Sie umfasst als lokale Selbstverwaltungseinheiten 17 Opštini, von denen 10 zusammen die Stadt  Skopje als höhere kommunale Ebene bilden. Die Region liegt im Norden des Landes und grenzt an das Kosovo. Nachbarregionen sind im Westen Polog, im Südwesten der Südwesten, im Süden Vardar, im Südosten der Osten und im Osten der Nordosten. Die Region ist nach der mazedonischen Hauptstadt Skopje benannt.

## Gliederung

Die Gemeinden der Region (in mazedonisch-kyrillischer Schreibweise)

Die Region Skopje wird aus folgenden 17 Opštini gebildet, von denen 10 zur Stadt Skopje gehören:
- Aračinovo
- Čučer-Sandevo
- Ilinden
- Petrovec
- Skopje
  - Aerodrom
  - Butel
  - Centar
  - Gazi Baba
  - Gjorče Petrov
  - Karpoš
  - Kisela Voda
  - Saraj
  - Čair
  - Šuto Orizari
- Sopište
- Studeničani
- Zelenikovo

## Ethnische Struktur

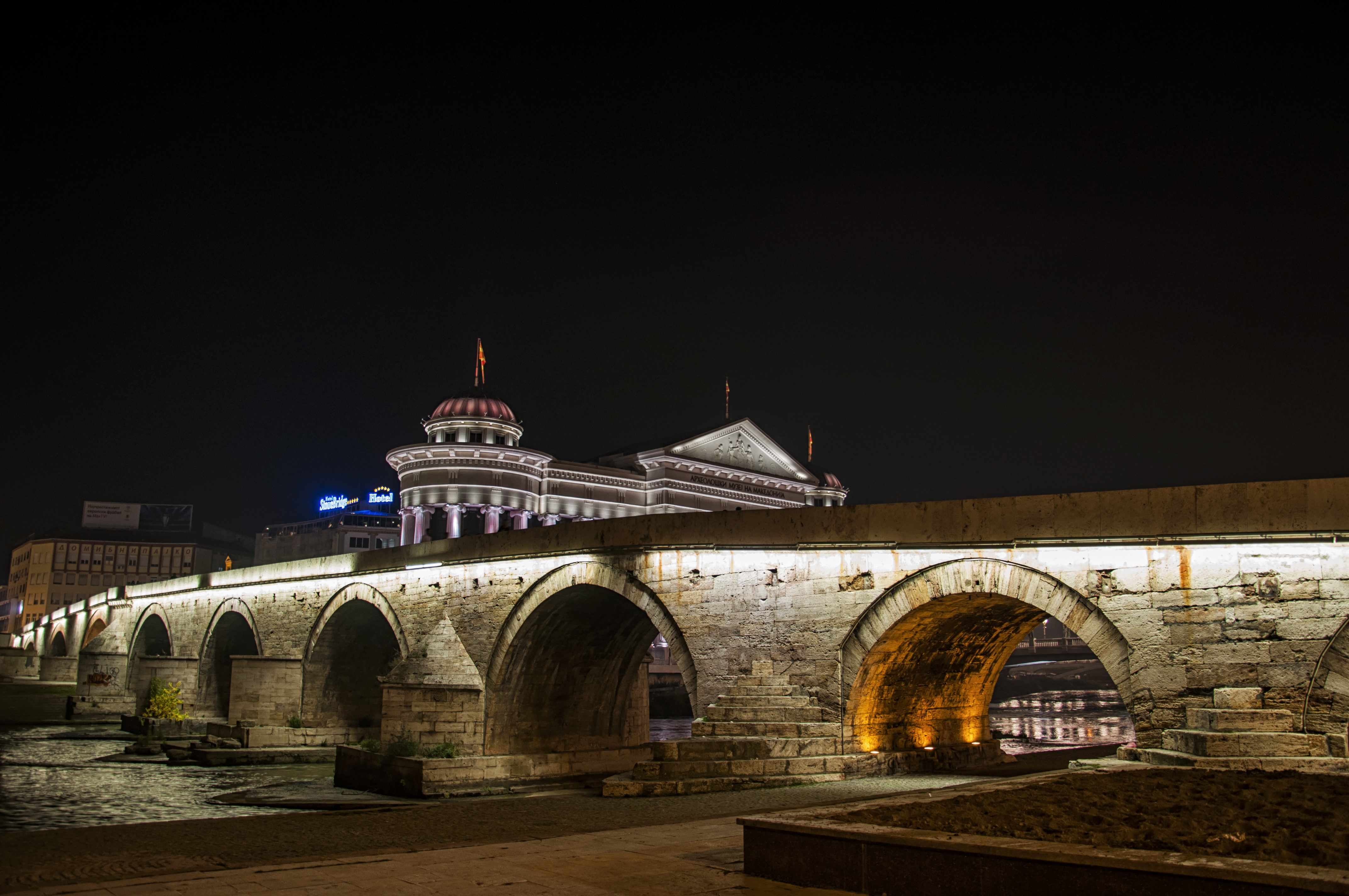
Die osmanische Steinbrücke über den Vardar in der Altstadt von Skopje

Die größte Ethnie stellen die Mazedonier dar, gefolgt von den Albanern und Roma.